# Songye

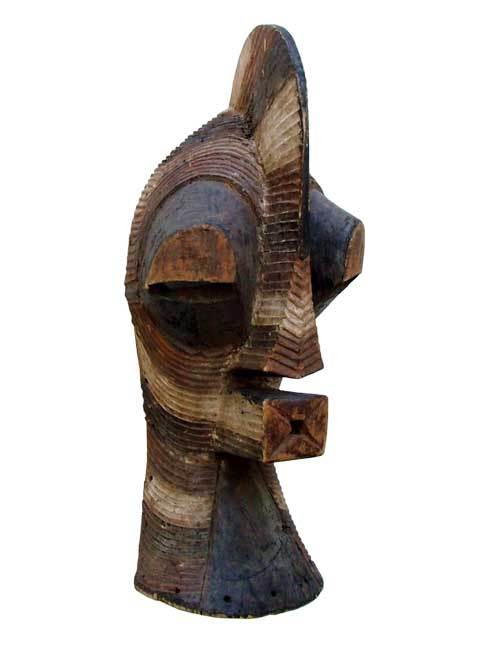
Màscara masculina kifwebe de la tribu Songye

Els Songye són un grup ètnic del República Democràtica del Congo (anteriorment Zaire), que habiten a la província de Kasai Oriental al llarg de les dues ribes del Riu Lualaba. El 1985 es calculava que els Songye eren entre 150.000 i 217.000. El Songye són dividits en subgrups que són sota el govern d'un cap central conegut com a Yakitenge. El govern més local és a les mans de caps coneguts com a Sultani Ya Muti. La seva economia es basa en l'agricultura i el pasturatge.

## Tipus d'art visual

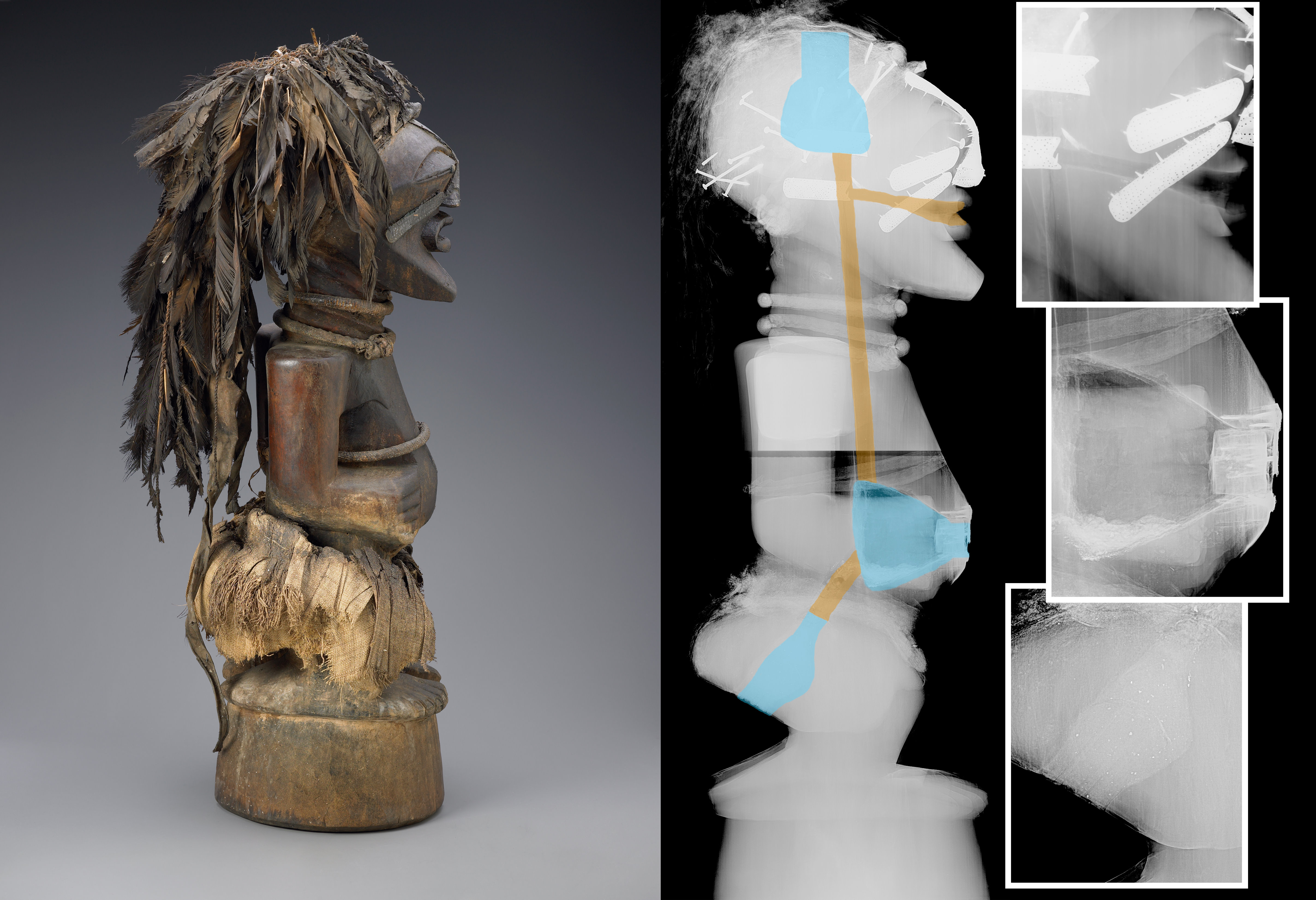
Radiografia d'una figura de poder Songye de la col·lecció de l'Indianapolis Museum of Art que permet veure'n les estructures internes.

Els Songye, com també els Luba, són reconeguts talladors de fusta, cèlebres per fer màscares cerimonials, figures de poder, i d'altres elements cerimonials.